# Aotus
Los micos nocturnos, martejas, mucuares o mirikináes (Aotus) son un género de primates platirrinos, únicos integrantes de la familia Aotidae, distribuidos en los bosques tropicales de Centro y Sudamérica, desde Honduras hasta el noreste de Argentina.
La longitud total del cuerpo alcanza de 24 a 37 cm, la cola de 24 a 37 cm y el peso de 450 a 1250 g. El pelaje es denso y lanudo de color gris a castaño en la parte superior y crema a anaranjado en el pecho y parte inferior.
Se alimentan de frutos, néctar, hojas, insectos, lagartijas, aves y pequeños mamíferos. Viven en pareja, junto con una o más crías de diferente edad, y defienden un territorio de 10 hectáreas. Tienen una cría al año que nace a los 133 días de gestación y permanece con sus padres durante unos dos años y medio.
Los micos nocturnos se destacan por emitir sistemáticamente una gran variedad de sonidos diferenciados y distinguidos por ellos para comunicarse; 50 a 100 distintos llamados han sido identificados por los científicos. Son territoriales. El macho aúlla cada noche de una a dos horas, recorriendo 100 a 350 m de su territorio, son mucho más activos en las noches de luna llena, en las cuales los machos llaman a las hembras cantando para aparearse. A pesar de sus hábitos nocturnos, su visión es policromática.
Son eficientes controladores de insectos nocturnos que atacan algunas especies importantes del bosque y además, actúan como dispersadores y polinizadores de las especies vegetales del estrato medio del bosque, de las cuales se alimenta.

## Taxonomía y filogenia
El género Aotus fue descrito como monofilético con la especie Aotus trivirgatus con 10 subespecies. Anteriormente se los ubicaba en una subfamilia de Cebidae (Aotinae), pero actualmente se consideran dentro de una familia aparte conocida como Aotidae (o Nyctipithecidae),
Se han encontrado hallazgos de presencia de este género desde el Mioceno Medio, en los depósitos de La Venta, donde se halló la especie Aotus dindensis que existió entre hace 15 y 12 millones de años. Este hallazgo se constituyó en el primer fósil de primate del Nuevo Mundo asignado a un género viviente, lo cual habla de la antigüedad de esta familia. La ubicación de este hallazgo parece evidenciar que el género se originó al norte del Amazonas, siendo las especies en esta localización más primitivas que las encontradas al sur del Amazonas.
En 1983, Hershkovitz cuestionó la existencia de una sola especie dentro del género basado en el descubrimiento de cariotipos polimórficos 2N=52, 2N=53 de Colombia y 2N=54 de Perú, con coloraciones diferentes identificados por Brumback et al. en (1971). En 1973, Brumback describió a las poblaciones en Colombia como Aotus griseimembra y las de Perú como Aotus trivirgatus. Posteriormente Brumback reportó el descubrimiento de un tercer cariotipo proveniente de los llanos orientales colombianos que Hershkovitz en 1983 llamó Aotus brumbacki.
Hershkoviztz reconoció 9 especies alopátricas, de las cuales hacía referencia a cuatro al norte del curso del Amazonas: Aotus lemurinus, A. brumbacki, A. vociferans y A. trivirgatus, de esta última aún no existe confirmación cariológica que soporte su presencia en Colombia, aunque la posibilidad de que se encuentre es muy alta. Mientras que al sur del río Amazonas se hallaban A. nancymai, A. miconas, A. infulatus (=A. nigriceps), A. boliviensis y A. azarae.
En 2007, Defler y Bueno (2007) basados en la variabilidad cariológica, el tipo de grupos sociales y otros factores ecológicos del género Aotus, y reconocen 7 especies existenten al norte del Amazonas: A. lemurinus, A. zonalis, A. griseimembra, A. brumbacki, A. vociferans, A. trivirgatus y una nueva Aotus jorgehernandezi.
Rylands y Mittermeier en 2009, siguiendo la revisión de Hershkovitz (1983), con algunas modificaciones en las especies de Colombia y América Central, reconocen 10 especies.

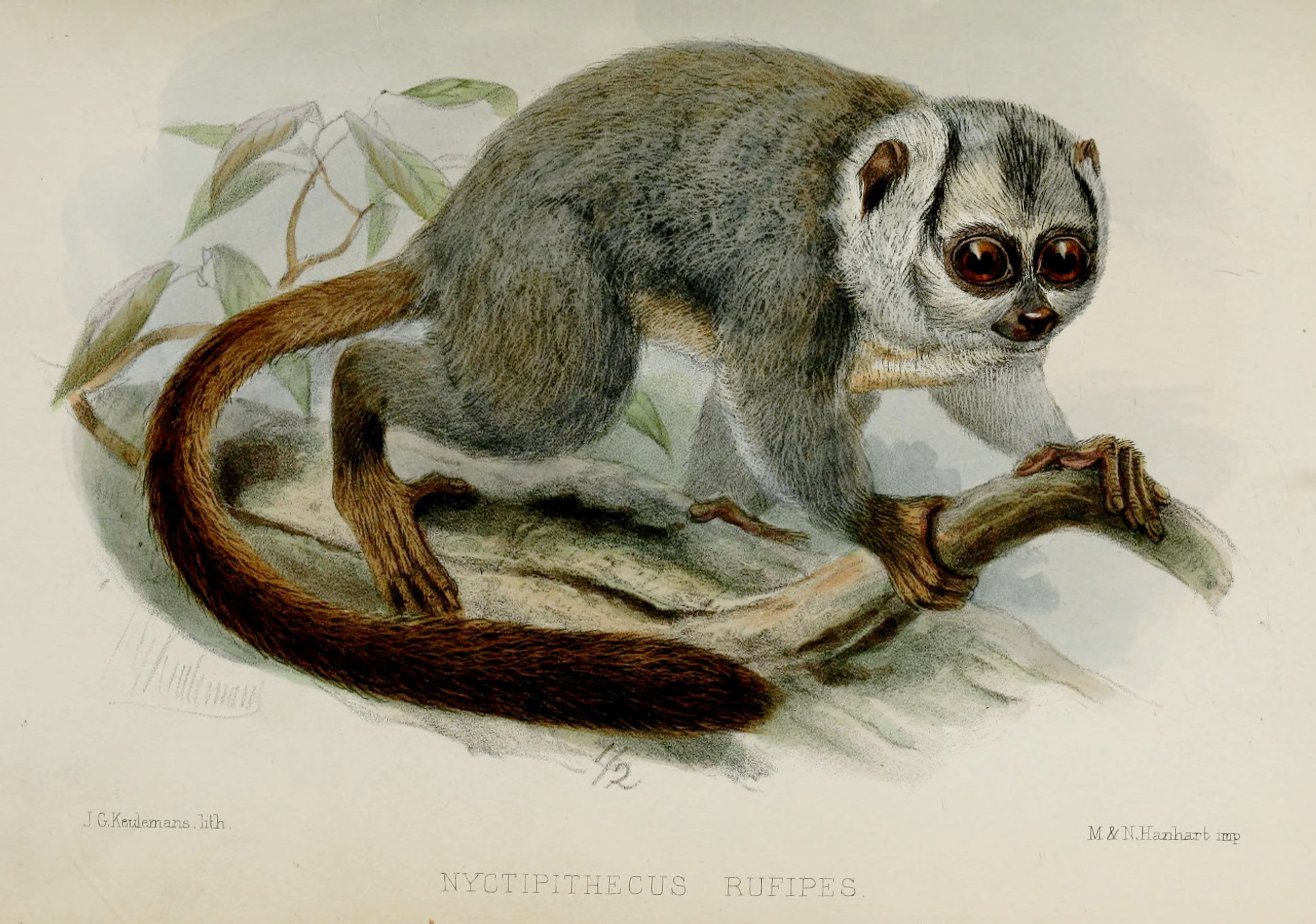
Ilustración de Aotus trivirgatus de 1972.

Lista de especies del género Aotus
- Género Aotus
  - Aotus azarae
  - Aotus brumbacki
  - Aotus griseimembra
  - Aotus jorgehernandezi
  - Aotus lemurinus
  - Aotus miconax
  - Aotus nancymaae
  - Aotus nigriceps
  - Aotus trivirgatus
  - Aotus vociferans
  - Aotus zonalis
  - Aotus dindensis †

## Anatomía y fisiología
Su nombre Aotus (a, sin; otus, orejas) proviene de la aparente ausencia de orejas, ocultas por el pelaje de la cabeza. Todas las especies tienen aspecto similar y la diferenciación morfológica entre las mismas es difícil. En general, son animales de hábitos nocturnos, pesan aproximadamente entre 450 y 1250 g y miden entre 24 a 37 cm de longitud corporal, con una cola larga de 32 a 40 cm no prensil con punta terminada en forma de brocha. Tiene ojos muy grandes y usualmente 3 franjas sobre la cabeza en la frente y la coronilla; en su mayoría poseen manchas características sobre los ojos, que podrían usar para la identificación entre los individuos; el color del vientre es muy variable, desde blanco hasta anaranjado. Poseen, en la zona genital, una glándula odorífera que excreta una sustancia similar en color y textura a la brea, con un olor fuerte, que posiblemente puede utilizar durante las interacciones sociales.
La diferenciación de las especies es más plausible por la identificación del sitio de observación siguiendo el mapa de distribución, y por medio del cariotipo.

## Rango geográfico y hábitat

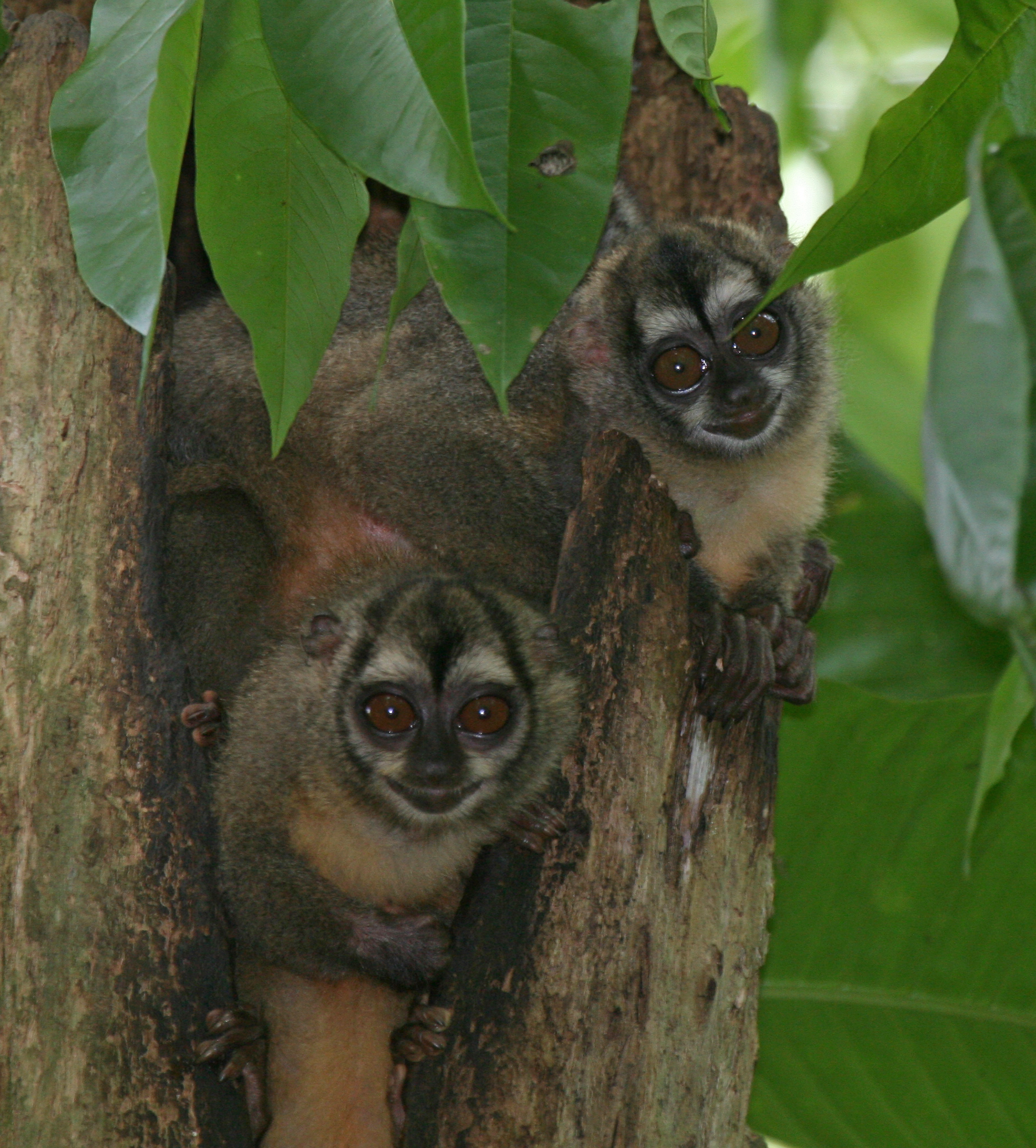
Aotus zonalis en el parque nacional Soberanía, Panamá.

Es un género neotropical, que se distribuye principalmente en América y algo de Centroamérica, en Argentina, Paraguay, Bolivia, Brasil, Perú, Ecuador, Venezuela, Colombia, Panamá, Costa Rica, Nicaragua y Honduras. Las especies cuentan con rango amplio de tolerancia térmica, en comparación con géneros de tamaño similar, dado que puede vivir a mayor altitud, encontrándose hasta los 3000 m s. n. m., en Colombia. Este es un valor interesante pues son animales de hábitos nocturnos que se enfrentan a bajas de temperatura muy altas. Dichas particularidades han permitido una gran distribución a lo largo de su rango geográfico, aunque hay vacíos dentro de este rango.
En observaciones realizadas en una especie, A. brumbacki, se ha estimado, en un grupo de tres individuos, el recorrido diario promedio es alrededor de 840 metros, con área de 17,5 ha de territorio. Para otras especies no está documentado el recorrido diario. El tamaño de grupos, al parecer, se mantiene en todas las especies de Aotus, generalmente compuestos por una pareja de adultos con uno o más juveniles. En estudios sobre A. lemurinus, determinaron que cinco grupos identificados se desplazaban entre 298 y 890 metros al día, ocupando áreas entre 0,5 y 1,5 ha.
Por lo general se encuentran en la Amazonia en Selvas húmedas de no inundables y bosques a orillas de los ríos (bosques de galería), en el resto de su distribución ocupan bosques maduros con dosel cerrado, bosques de galería de alturas variables, bosques secundarios e incluso plantaciones de café con sombrío. No toleran muy bien los bosques degradados. Sin embargo, estudios recientes muestran que algunas especies como A. lemurinus, pueden ubicarse en bosques fragmentados y tolerar la presencia humana.

## Comportamiento
Son primates de hábitos nocturnos, aunque en la zona sur de su distribución se ha documentado la actividad diurna en conjunto con la nocturna, esto puede ser resultado de una adaptación a las circunstancias de frío extremo en noches sin luna, tal premisa no se ha comprobado ni estudiado en las zonas de montaña de su área de distribución. Se ha descrito un comportamiento de frotamiento con ciempiés y plantas que generen aroma, y este hecho se ha explicado como una respuesta al efecto de los ectoparásitos y/o patógenos microbianos, además de ser nocturno y tener una muy buena visión, los micos nocturnos tienen una comunicación olfativa muy desarrollada, pero se conoce poco sobre este aspecto. 
Las especies del género Aotus se encuentran dentro de los micos del nuevo mundo que exhiben más cuadrupedalismo, también pueden correr y saltar bien. Durante el día, se refugian en la vegetación densa a nivel del suelo y los huecos en árboles para dormir y descansar.
En el caso de Aotus brumbacki, dedican un mayor tiempo al descanso (33,2 %), otro tanto a desplazarse (32 %), vocalizar (16,4 %), alimentación (15 %) e interacciones sociales (2,8 %). Y durante la fase de luna llena se observa un claro aumento de la actividad. Para Aotus nigriceps, los animales dedicaban más tiempo en la alimentación (53 %), y luego invertían el tiempo en descanso (22 %), desplazamiento (21 %) y comportamientos agonísticos (4 %). En el caso de Aotus lemurinus, se evidencia un mayor tiempo dedicado a buscar alimento (50,6 %), luego sigue el tiempo al desplazamiento (39,6 %), realización de vocalizaciones (1,7 %) y actividades sociales (1 %) entre otras actividades más. Entonces es evidente que hacen falta estudios para el resto del grupo en cuanto a los tiempos destinados a las diferentes actividades.

### Dieta

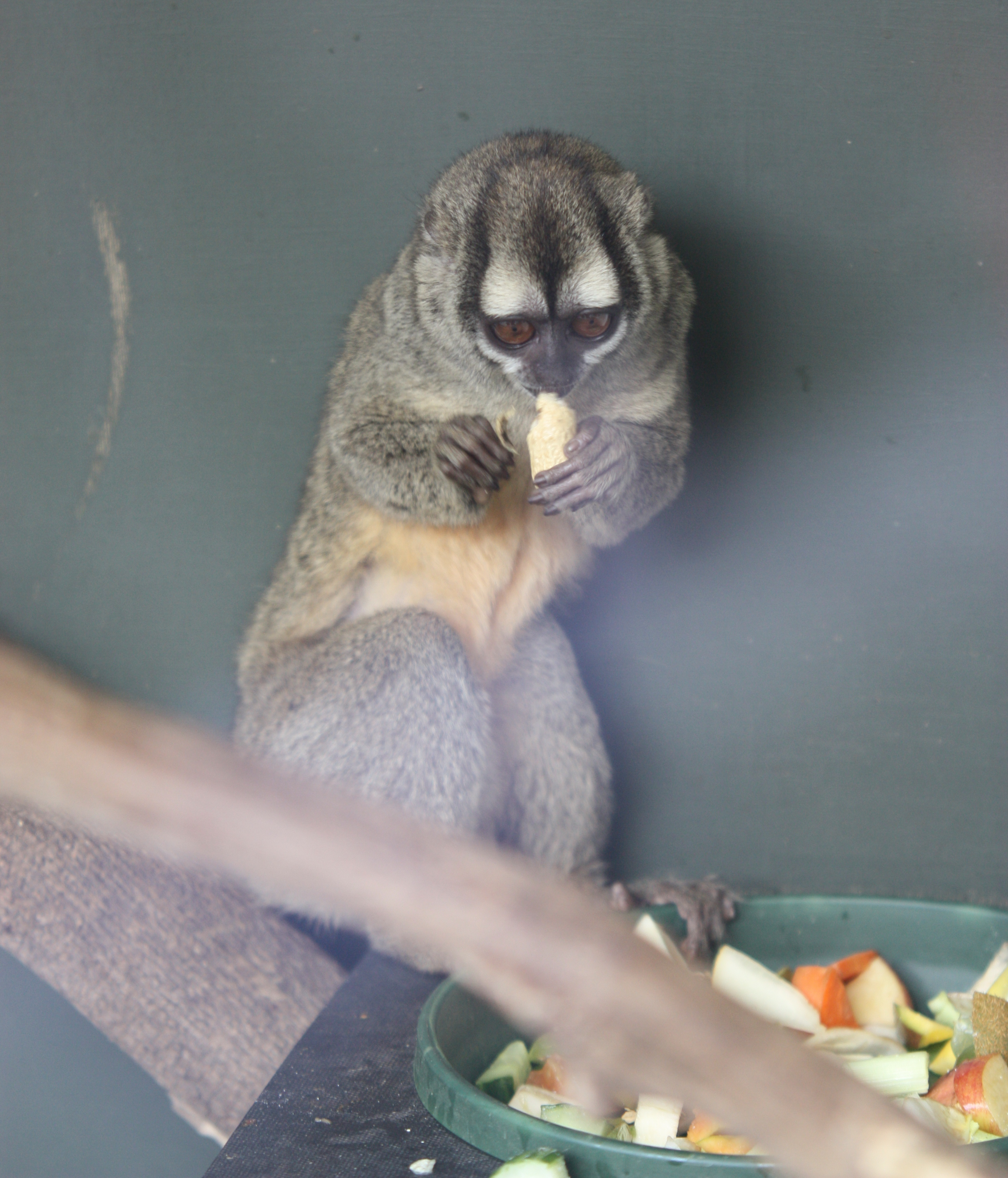
Aotus griseimembra cautivo alimentándose de frutos.

En estudios adelantados en la especie A. brumbacki la mayor parte de su dieta se compone de frutos (59%), seguida de artrópodos (28%) y de flores (13%), mientras que en A. zonalis se han encontrado también en su mayoría frutos (65%), hojas (30%) y alimentos de origen animal (insectos, capullos y huevos de aves). Para A. lemurinus, la mayor parte del tiempo de alimentación la invierten en comer frutos (65,8 %), artrópodos (28,2 %),  flores (4,2 %), cogollos y semillas. Esto indica que los micos nocturnos se alimentan en mayor proporción de frutos, complementando su dieta con elementos de origen animal, flores (incluido el néctar), hojas y semillas.

### Organización social
La estructura social en los micos nocturnos esta poco estudiada, pero se conoce que se asocian en grupos pequeños de 3 a 4 individuos. Se han registrado comportamientos olfativos que son utilizados para compartir información social con diferentes fines, como olfateo social en encuentros iniciales de individuos, frotar el ano, usado en encuentros agonísticos y lavado de orina, untando las palmas de las manos y los pies con su orina, posiblemente también usado en los mismos encuentros de agresión.
Las vocalizaciones emitidas son variadas, Defler en 2010, describe algunos para A. lemurinus, basándose en el trabajo de Moynihan de 1964: 
1. Gruñido ronco de tono bajo producido inflando los sacos gulares, emitido en dirección al grupo.
2. Gruñido resonante, una serie de tonos bajos repetidos de 10 a 17 veces, son despliegues agresivos que se acompañan con el despliegue del lomo arqueado con la cabeza apuntando hacia abajo y saltos manteniendo las piernas rígidas.
3. Chillido de tono alto e inconstante, emitido cuando son atacados.
4. Trino bajo, una serie de trinos a modo de burbujeo de 3 a 12 tonos bajos que paulatinamente suben de intensidad, emitidos con la boca cerrada y en ocasiones cuando los animales se encuentran cerca de un recurso alimentario.
5. Gemido, un sonido breve y suave emitido con la boca cerrada, sin ensanchar la garganta.
6. Estornudo-gruñido, uno a tres sonidos secos, metálicos, a veces acompañados por un gruñido emitido durante situaciones de peligro.
7. Trago, sonido fuerte compuesto por series de 2 a 5 tonos, emitido mientras se desplazan al amanecer.
8. Grito de búho, sonido similar al emitido por un búho, quizá sea una señal de contacto entre los individuos del grupo.
9. Chirrido de infante, serie de tonos muy altos que reflejan un comportamiento de pedir ayuda.”

Para esta especie también se han identificado unos despliegues: como el «lomo arqueado», dirigiendo su cabeza hacia abajo y al mismo tiempo dan saltos manteniendo las piernas rígidas, tienen piloerección y pueden también llegar a defecar; «saltos con piernas rígidas», se observa en juegos de individuos mansos y durante las disputas (comportamiento agonístico).

### Reproducción
En general, no se ha estudiado mucho a cerca de la biología reproductiva del género por completo en libertad. En cautiverio, para el caso de A. nancymai, se evidencia un pico de nacimiento entre octubre y enero, con unos tiempos de gestación de más o menos 141 días (casi 5 meses) y un intervalo entre partos de cerca de 13 meses, en total se registraron un promedio de una cría por cada 20 meses por pareja

## Conservación
Las especies de micos nocturnos son objeto de tráfico ilegal intenso. Se han hecho públicos reportes de dicho tráfico entre Colombia, Brasil y Perú de al menos dos especies de Aotus, a pesar de que los tres países forman parte del Convenio sobre el Comercio Internacional de Especies Amenazadas de Fauna y Flora Silvestre CITES, se registraron entre 2007 a 2008 alrededor de 4000 ejemplares, comerciados ilegalmente. Esta demanda tan alta en esta región, se debe en alguna medida al uso como mascotas, pero se debe principalmente a la compra en un centro biomédico ubicado en la cercanía de la triple frontera, debido a que las especies de Aotus (en especial A. griseimembra) son muy susceptibles al protozoo causante de la malaria (Plasmodium sp.)
La pérdida de hábitat y las capturas por la caza y el tráfico ilegal juegan papeles importantes en el futuro de las especies de Aotus. Dentro de las estrategias de conservación, se han asignado categorías de amenaza para las diferentes especies de Aotus. Aotus griseimembra, A. lemurinus y Aotus brumbacki se consideran especies vulnerables, A. zonalis y A. jorgehernandezi como especies con datos insuficientes y Aotus vociferans como especie bajo preocupación menor.  
Actualmente no se dispone de estudios poblacionales y censos de las diferentes especies, tal como se ha realizado recientemente con A. lemurinus, para indicar un real grado de amenaza e iniciar acciones de conservación de las diferentes especies.